# 4Dブレイン
株式会社4Dブレイン(英文社名：4D brain Inc.)は、日本のCG、VFXを手掛けるプロダクションである。

## 概要
2010年に新たなエンターテイメントサービスを目論む為のベンチャーとして、映画監督、VFXスーパーバイザーの秋山貴彦により設立された。代表取締役の秋山貴彦は、Tokyo VR Startupsメンターも務めている。
昨今のVRブームに先駆けて、2011年に東京ビッグサイトで開催された第19回 3D＆バーチャルリアリティ展にて「IDE－Immersive Digital Entertainment-」新世代没入体感型エンターテイメントのデモンストレーションを行った。
2015年、ビジュアルエフェクト・プロデュース、アニメーション・ディレクションを手掛けた、hide crystal project presents RADIOSITY (DMM VR Theater)では、X JAPANのYOSHIKIはインタビューで「（hideが）本当にいるような気がしてしまった」と語っている。
VFX-JAPANアワード2017にて、VFXスーパーバイズを担当した『ガメラ生誕50周年記念映像』が、CM・プロモーションビデオ部門 最優秀賞、CG制作協力した『KINGSGLAIVE FINAL FANTASY XV』が、劇場公開アニメーション映画部門 優秀賞をそれぞれ受賞した。
コンテンツ東京2018、VR・AR・MRワールドにて出展が行われた。ASIA BEAUTY EXPO2018では、AshのオープニングCG映像を手がける。
また東京ゲームショウ2018では、企画制作を手掛けた、ハイパーVRライドアドベンチャー『IGT-VR』(インターギャラクティック・トラベル VR）を出展し、好評を博した。
VFX-JAPANアワード2019にて、企画制作を手掛けた『IGT-VR』が先導的視覚効果部門 優秀賞を受賞した。

## 参加作品

### DMM VR Theater
- hide crystal project presents RADIOSITY（2015年）

### VR
- IGT-VR「インターギャラクティック・トラベル VR」（2018年）

### バーチャルライブ
- あんさんぶるスターズ! DREAM LIVE（2017年）
- bilibili Macro Link VR 2019（2019年）

### ゲーム
- 北斗の拳 LEGENDS ReVIVE（2019年）
- ダンキラ!!! - Boys, be DANCING! -（2019年）
- ファイアーエムブレム 風化雪月（2019年）
- ファイナルファンタジーXV ロイヤルエディション（2018年）

### 映画
- 魔女の宅急便（2014年）
- 海月姫（2014年）
- グラスホッパー（2015年）
- KINGSGLAIVE FINAL FANTASY XV（2016年）
- 映画 妖怪ウォッチ 空飛ぶクジラとダブル世界の大冒険だニャン!（2016年）
- 仮面ライダー平成ジェネレーションズ Dr.パックマン対エグゼイド&ゴーストwithレジェンドライダー （2016年）
- エンドレス・ポエトリー（2017年）
- 紅い襷～富岡製糸場物語（2017年）
- 虹色デイズ（2018年）
- ウルトラマンR/B セレクト！絆のクリスタル（2018年）

### インターネット配信ドラマ
- ウルトラマンオーブ THE ORIGIN SAGA（2017年）

### テレビドラマ
- アイドル×戦士ミラクルちゅーんず!（2017年）

### ミュージックビデオ
- The MONSTERS 「MONSTERS (曲)」（2012年）
- SMAP 「Mistake!」（2013年）
- 舞祭組 「棚からぼたもち」（2013年）
- Kis-My-Ft2 「光のシグナル」（2014年）
- SMAP 「ココカラ」（2014年 「Yes we are/ココカラ」）
- 舞祭組 「てぃーてぃーてぃーてれって てれてぃてぃてぃ 〜だれのケツ〜」（2014年）
- Kis-My-Ft2 「Sha la la☆スピンオフ～LAST SCREAM～」（2016年 「Sha la la☆Summer Time」）
- blank paper「enemy」（2021年 TVアニメ「境界戦機」主題歌）

### ライブ演出映像
- SMAP「GIFT of SMAP CONCERT'2012」（2012年）
- SMAP「Mr.S "saikou de saikou no CONCERT TOUR"」（2014年）
- 赤西仁 JIN AKANISHI LIVE TOUR 2016 ～Audio Fashion～（2016年）
- 三代目 J Soul Brothers LIVE TOUR 2017「UNKNOWN METROPOLIZ」（2017年）
- hide Memorial Day 2023 「子ギャル」PV（2023年）

### アニメ作品
- モンスターストライク（2017年）
- And2girls 安菟（2018年）
- Batman: Gotham by Gaslight（2018年）
- Marvel Rising: Initiation（2018年）

### CM
- DUNLOP「ROAD TO YOU〜君へと続く道〜」 (2017年)[5]
- マジック:ザ・ギャザリング「兄弟戦争 The Brothers' War」クロス新宿ビジョン (2022年)[6]
- 鴨川シーワールド「3D広告映像」クロス新宿ビジョン (2023年)[7]

### その他
- GAMERA 生誕50周年記念映像（2015年）
- ASIA BEAUTY EXPO2018 AshオープニングCG映像（2018年）